# Pallone d'oro 1990

Matthäus con il Pallone d'oro vinto nel 1990

L’edizione 1990 del Pallone d'oro, 35ª edizione del premio calcistico istituito dalla rivista francese France Football, fu vinta dal tedesco Lothar Matthäus (Inter).
I giurati che votarono furono 29, provenienti da Albania, Austria, Belgio, Bulgaria, Cecoslovacchia, Danimarca, Finlandia, Francia, Germania Est, Germania Ovest, Grecia, Inghilterra, Irlanda, Islanda, Italia, Jugoslavia, Lussemburgo, Malta, Paesi Bassi, Polonia, Portogallo, Romania, Scozia, Spagna, Svezia, Svizzera, Turchia, Ungheria e Unione Sovietica.